# U 1106
U 1106 war ein deutsches U-Boot der Klasse VII C/41 der ehemaligen Kriegsmarine, welches im Nordmeer eingesetzt wurde.

## Das Boot
U 1106 wurde am 10. Oktober 1941 bei den Nordseewerken in Emden in Auftrag gegeben. Das Boot erhielt die Baunummer 228 und wurde am 28. Juli 1943 auf Kiel gelegt. Der Stapellauf erfolgte am 26. Mai 1944 und die Indienststellung unter dem Kommando von Oberleutnant zur See der Reserve Erwin Bartke, zuvor Kommandant des Typ XIV „Milchkuh“ Bootes U 488, fand am 5. Juli 1944 statt. Es unterstand der 8. U-Flottille in Danzig als Ausbildungsboot, und später der 33. U-Flottille in Flensburg als Frontboot, bevor es zur Ersten Feindfahrt auslief. Das Boot erhielt bei längeren Werftaufenthalten den Turmtyp IV, mit der typischen Flak-Armierung anderer VII C U-Boote der Zeit, und einen Schnorchel, welcher für die Besatzungen ab 1944/1945 unentbehrlich wurde.

## Einsatz

### 1. Verlegungsfahrt
Am 15. Dezember 1944 liefen die Boote U 1106 unter Oberleutnant der Reserve Erwin Bartke, U 822 unter Oberleutnant Josef Elsinghorst, U 776 unter Kapitänleutnant Lothar Martin, U 1010 unter Kapitänleutnant Günther Strauch, U 1305 unter Kapitänleutnant Helmut Christiansen und U 1000 unter Oberleutnant Willi Müller von Gotenhafen aus und verlegten nach Swinemünde.

### 2. Verlegungsfahrt
Am 9. Januar 1945 verließen U 1106, U 3502 unter Oberleutnant Hermann Schultz und U 298 unter Oberleutnant der Reserve Heinrich Gehrken Swinemünde, verlegten nach Hela und von dort aus später nach Kiel.

### 3. Verlegungsfahrt
U 1106 ließ am 14. März 1945 um 17:55 Uhr den Hafen von Kiel hinter sich und verlegte zum Marinestützpunkt Horten. In Erwartung eines Geleites, ankerte das Boot in Schilksee, bevor es alleine nach Horten fuhr. Dort angekommen wurden verschiedene Tauch- und Schnorchelübungen im Oslo-Fjord durchgeführt.

### Einzige Unternehmung
Am 21. März 1945 um 17:55 Uhr lief U 1106 zur Jungfernfahrt aus. Am 22. März wurde Kristiansand angelaufen, wo mehrere Ergänzungen durchgeführt wurden. Nachdem das Boot den Hafen verlassen hatte, operierte es im Nordmeer und nordöstlich der Färöer-Inseln. Jedoch konnte es keine Schiffe versenken oder beschädigen, bevor es am 29. März verloren ging.

## Verlust des Bootes
Am 29. März 1945 machte ein B-24-Liberator-Bomber der britischen RAF Squadron 224 nördlich der Shetlands auf fünf Kilometer Entfernung ein Kielwasser aus. Beim Näherkommen wurde dieses vom Kommandanten des Bombers,  Flt.Lt. M.A Graham, als Kielwasser eines U-Bootschnorchels identifiziert. Die Liberator warf daraufhin mehrere Wasserbomben, deren Detonation wenig später das Heck eines U-Bootes aus dem Wasser hoben. Es sank binnen kürzester Zeit, ohne einen Überlebenden zurückzulassen. Die Liberator warf noch einige Sonarbojen, über welche man die typischen Sinkgeräusche hören konnte. Das Boot, bei dem es sich höchstwahrscheinlich um U 1106 handelte, war ein Totalverlust mit 46 Toten. Das Wrack liegt noch immer auf der Position 61°46' N – 02°16'W im ehemaligen Marineplanquadrat AF 7731.